# Universal Studios Hollywood
Koordinaten: 34° 8′ 9″ N, 118° 21′ 14″ W
Die Universal Studios Hollywood in Los Angeles County ist der erste Universal-Studios-Themenpark. Der Park war zunächst nur ein Ausgangspunkt für die Studio Tour, die die Gäste hinter die Kulissen des Filmstudios blicken ließ. Im Laufe der Jahre wurde der anfangs kleine Park zu einem Themenpark weiterentwickelt und vergrößert. Mit mehr als 9,1 Millionen Besuchern (Platz 9) zählte der Park im Jahr 2019 zu den 10 meistbesuchten Vergnügungsparks Nordamerikas.:35 Als bekannten Vergnügungspark in Kalifornien nennt man ihn auch "The Entertainment Capital of LA".

## Geschichte
Schon zu Stummfilmzeiten wurden erste Touren durch die Studios angeboten, aber erst Mitte der 1960er-Jahre entwickelte sich das Konzept des heutigen Themenparks. Die damalige Tour wurde um Demonstrationen von Spezialeffekten und Stunts erweitert und man ließ erstmals die Gäste auch bei neuen Filmproduktionen „live“ zuschauen. Aus dieser Idee entstand der eigentliche Themenpark, der heute in modernisierter Form immer noch die Studio Tram Tour sowie viele weitere Attraktionen enthält.
Bei einem Brand am frühen Morgen des 1. Juni 2008, der in einem Aufnahmestudio ausbrach, wurden mehrere bekannte Filmsets, unter anderem Teile des Courthouse Square aus Zurück in die Zukunft, Außenkulissen des Films Ben Hur sowie die Einrichtung zu King Kong, ein beim Publikum beliebtes Fahrgeschäft, zerstört. Außerdem wurde ein Filmarchiv stark beschädigt und etwa 10.000 der dort eingelagerten 50.000 Filmrollen mit Originalnegativen verbrannten restlos. Es handelt sich jedoch ausschließlich um Filme, die an anderen Orten als Kopie noch erhalten blieben. Die Feuerwehr konnte den Brand mit mehr als 200 Einsatzkräften erst nach mehr als 12 Stunden löschen, da explodierende Propangasflaschen das Feuer verstärkten und der Feuerwehr zwei Mal das Wasser am Brandort ausging. Ausgelöst wurde der Brand durch Handwerker, die eine geteerte Verkleidung an eine Gebäudefassade mit Hilfe einer Fackel anbringen wollten. Die gleichzeitig etwa 500 m entfernt stattfindenden MTV Movie Awards 2008 waren vom Brand nicht betroffen.

## Der Park

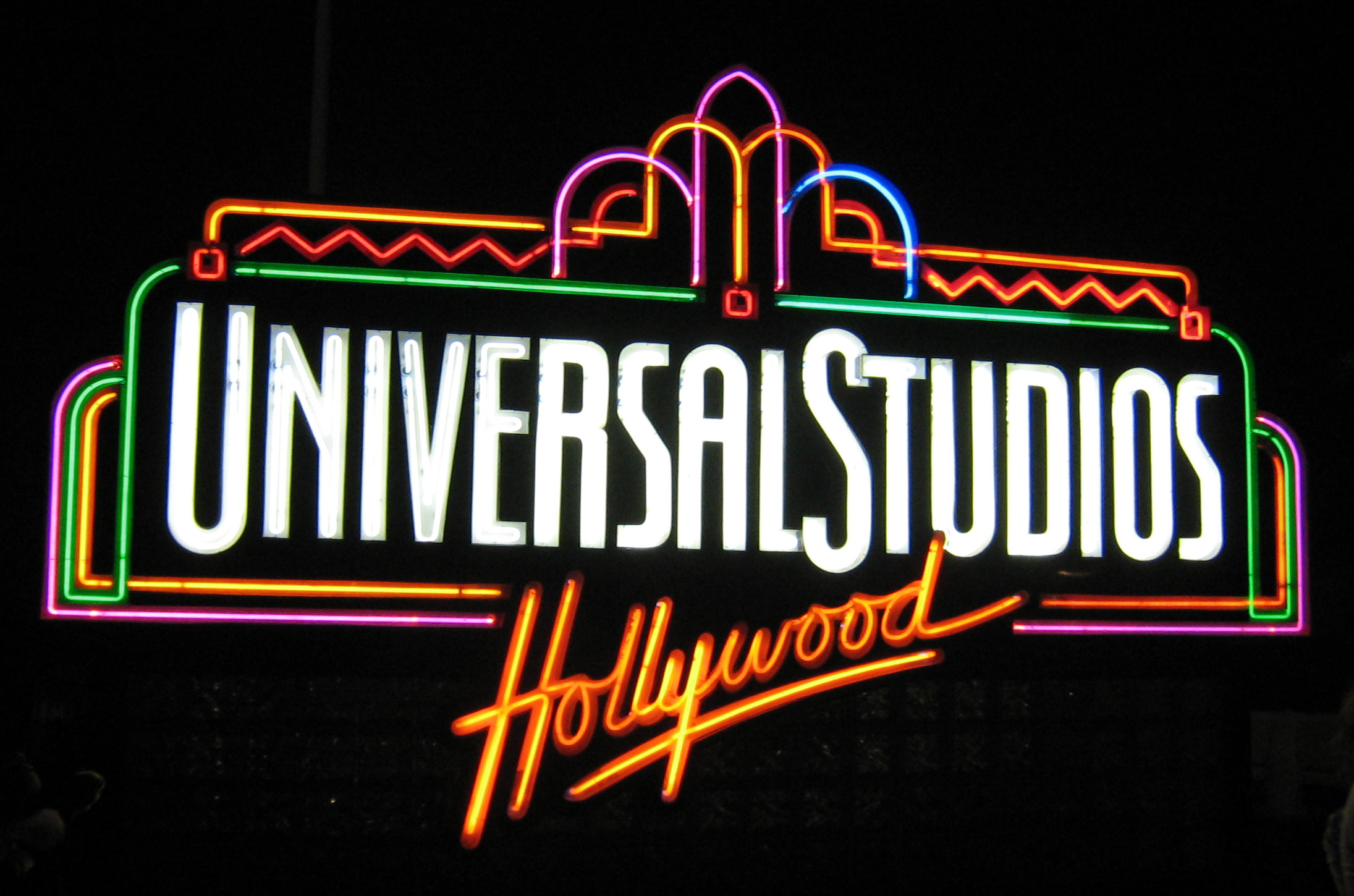
Eingang des Themenparks

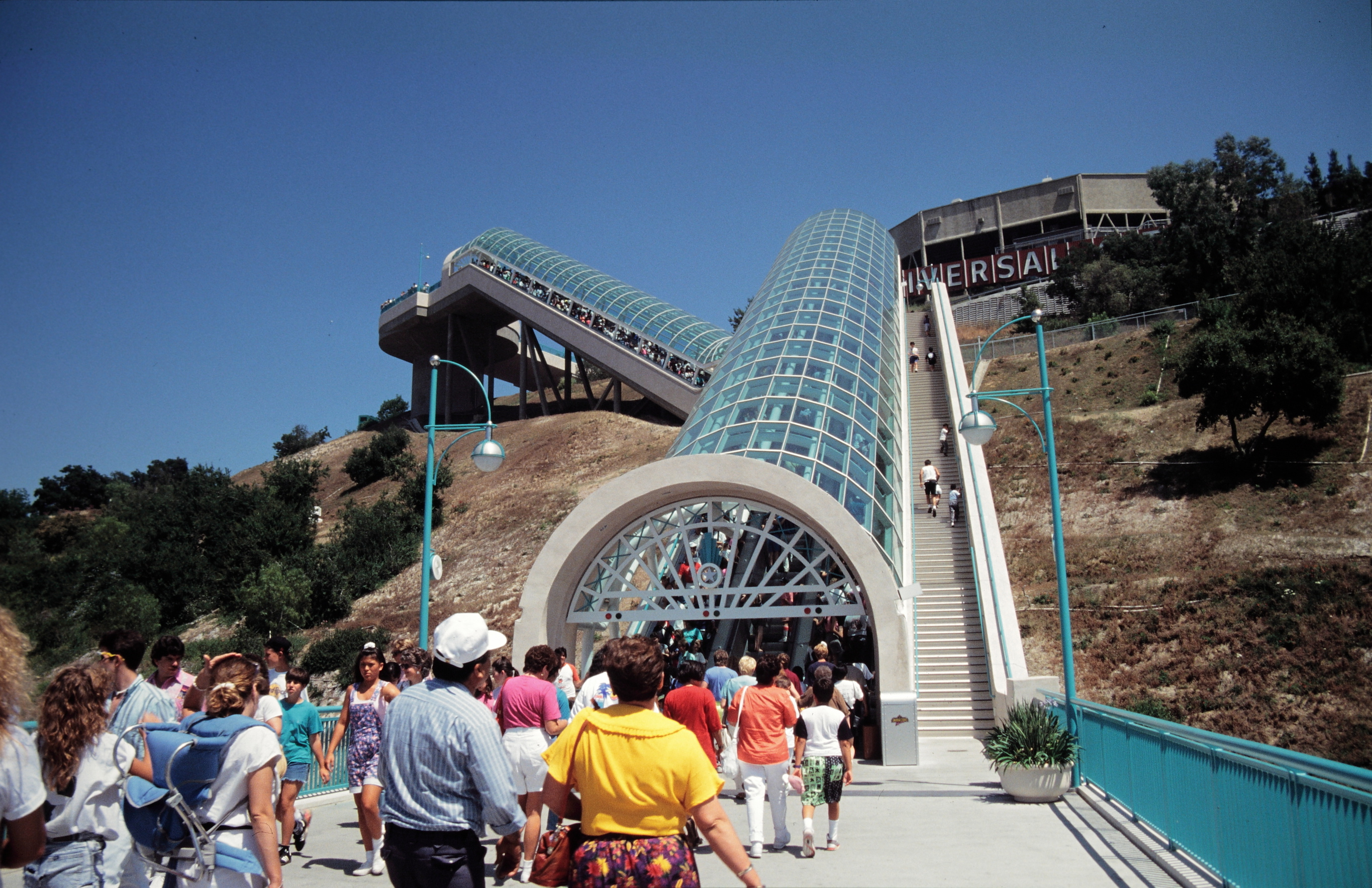
Der untere Teil der weltweit größten und höchsten Rolltreppenkonstruktion in den Universal Studios Hollywood

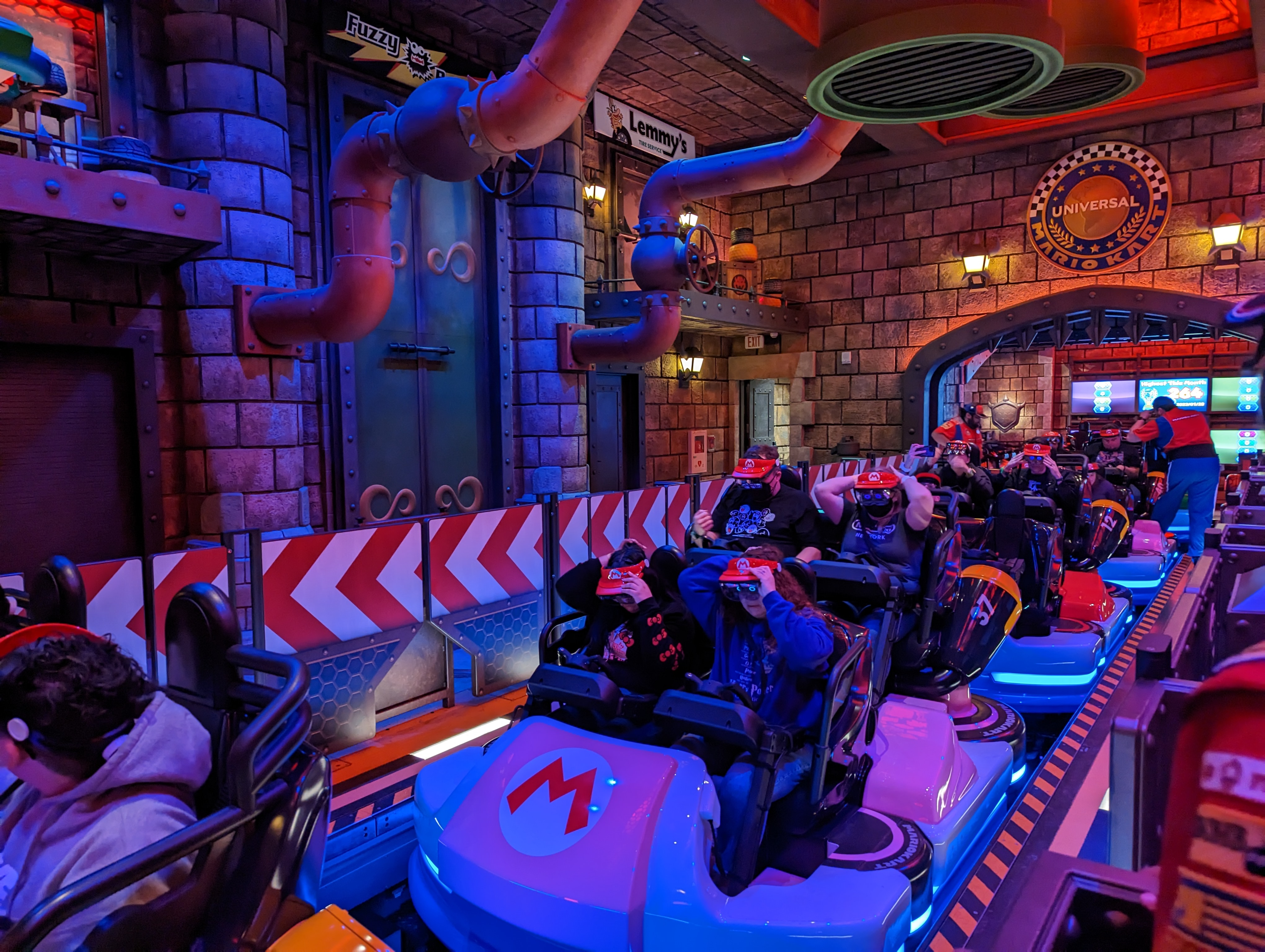
Mario Kart: Bowser's Challenge

Die Universal Studios Hollywood sind in zwei Bereiche unterteilt – den Upper Lot und den Lower Lot. Beide sind verbunden durch die weltweit größte und höchste Rolltreppenkonstruktion, die sich über mehrere Ebenen erstreckt. Im unteren Bereich finden sich nur wenige Attraktionen, dafür befindet sich der Gast hier direkt im eigentlichen Filmstudiokomplex.

### Upper Lot
Der Upper Lot erstreckt sich vom Eingang des Parks bis zum The-Simpsons-Ride-Simulator, bei welchem auch die Rolltreppen in den unteren Parkteil führen. Neben aufwendigen Liveshows bietet der Upper Lot die Studio Tour, die eigentliche Hauptattraktion des Parks.
Hauptattraktionen
- The Simpsons Ride: Eine Fahrsimulation durch einen 3D-Simpsons-Film
- Harry Potter and the Forbidden Journey: Eine 3D-Fahrt durch die Welt von Harry Potter
- The Wizarding World of Harry Potter: Eine Themenwelt inkl. eines Nachbaus vom Schloss Hogwarts
- Flight of the Hippogriff: Eine Achterbahnfahrt für Kinder
- WaterWorld: Eine Stuntshow die, aufgrund der aufwendigen Technik und der zahlreichen actionreichen Elemente, als eine der besten weltweit gilt.
- Universal’s Animal Actors: Tiershow
- Special Effects Stage: Eine Show, bei der Spezialeffekte im Film vorgeführt und erklärt werden.
- The Blues Brothers: Bühnenshow

### Lower Lot
Der Lower Lot liegt zwischen den eigentlichen Studios und bietet folgende Attraktionen:
- Transformers the Ride 3D: Eine Fahrt auf einem Fahrsimulator mit 3D-Brille.
- Revenge of the Mummy – The Ride: Eine Achterbahnfahrt im Dunkeln.
- Jurassic Park – The Ride: Thematisierte Bootsfahrt vorbei an Dinosaurier Animatronics mit anschließender Abfahrt, scheinbar als Flucht vor Velociraptoren und einem ausgewachsenen T-Rex. (Ab 2019 Umbau zur Attraktion Jurassic World)
- Mario Kart: Bowser's Challenge[5]: Ein interaktiver Darkride mit Augmented Reality, der auf Mario Kart basiert.

### Achterbahnen
| Name                            | Typ                                | Hersteller    | Eröffnungsjahr | Bemerkungen                                                                                              | Weblinks |
| ------------------------------- | ---------------------------------- | ------------- | -------------- | --- | -------- |
| Flight of the Hippogriff        | Familienachterbahn                 | Mack Rides    | 2016           | |          |
| Revenge of the Mummy – The Ride | Dunkelachterbahn, Launched Coaster | Premier Rides | 2004           | Thematisiert nach dem Film Die Mumie.                                                                    |          |
| Fast & Furious: Hollywood Drift |                                    | Intamin       | 2026 (im Bau)  | Thematisiert nach den Fast & Furious-Filmen. Shuttle Coaster mit Doppelstation und sich drehenden Wagen. |          |

### Ehemalige Attraktionen
- Backdraft: Nachdem Regisseur Ron Howard einiges über die Spezialeffekte erzählt hat, dürfen die Gäste am eigenen Leib erleben, was es heißt, in einem brennenden Lagerhaus eingeschlossen zu sein.
- Van Helsing: Fortress Dracula: Die Gäste können durch die Sets des zweiten Van Helsing-Films gehen und dabei einige Spezialeffekte am eigenen Leib erfahren.
- Fear Factor Live: Diese Show wird mit Zuschauerbeteiligung aufgeführt.
- Terminator 2: 3D Battle Across Time: Zusammen mit Arnold Schwarzenegger und Regisseur James Cameron produzierte Universal einen 3D-Film auf drei Leinwänden, kombiniert mit einer Stuntshow und Spezialeffekten.
- The Adventures of Curious George: Ein interaktiver Wasserspielplatz für Kinder (bis 2008 Nicktoon Blast).
- Shrek 4D: Ein 4D-Film, der eine Fortsetzung des ersten Shrek-Films darstellt. Die Besucher können erleben, wie Shrek und Fiona auf Hochzeitsreise gehen. Wie für einen 4D-Film üblich, bietet die Vorführung einige Effekte mit Licht, Wasser und Bewegung.
- House of Horrors: Ein Laufgeschäft mit Schreckeffekten.
- NBC Universal: Ein Filmmuseum mit Requisiten und Kostümen.

## Studio Tour

Ein Blick auf das Studiogelände

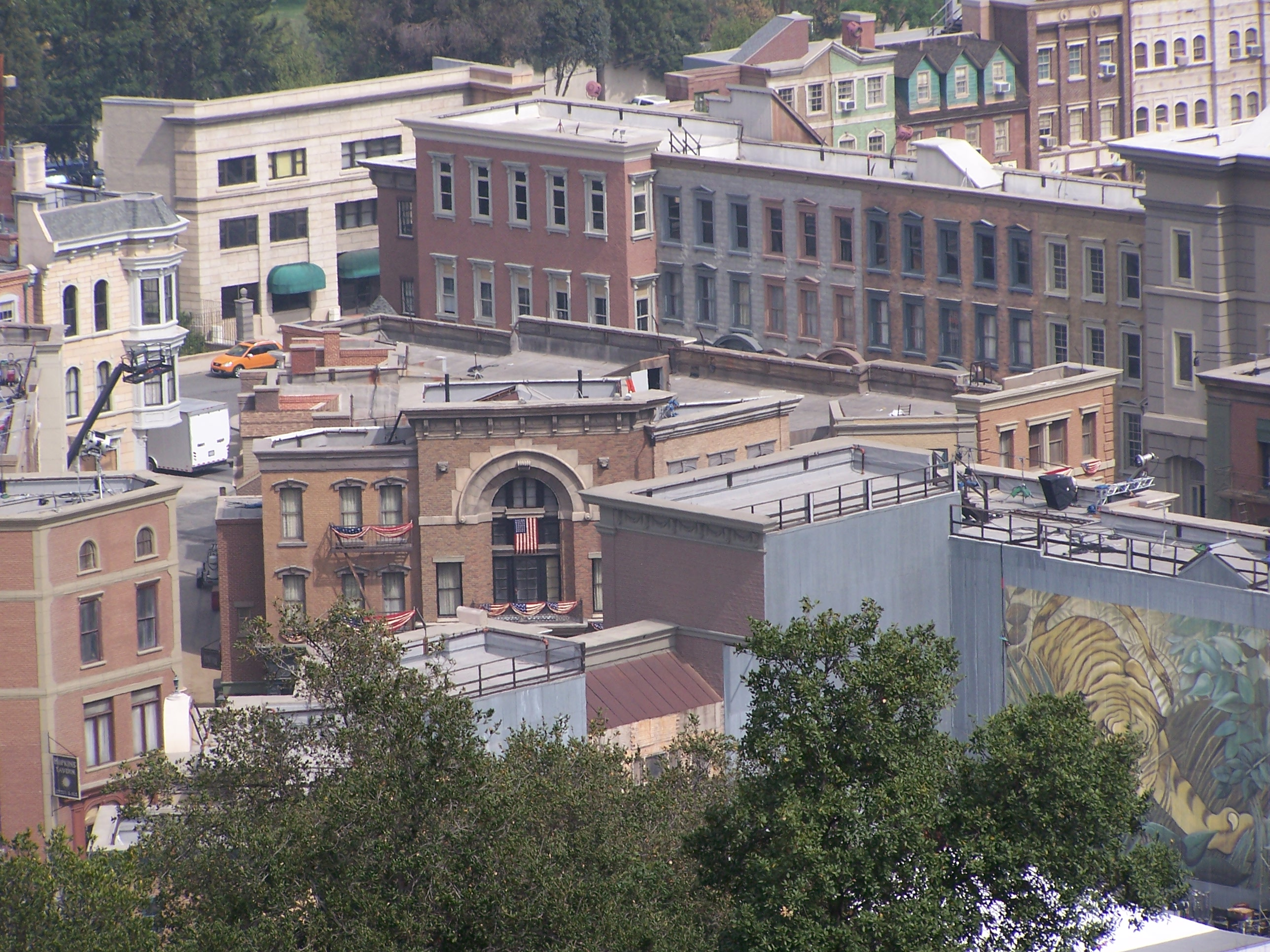
Filmsets und Häuserkulissen

Die Studio Tour ist die eigentliche Hauptattraktion des Parks, der Zugang befindet sich im Upper Lot. In zu Zügen gekoppelten Personenanhängern geht es auf eine 45 Minuten lange Fahrt durch den Frontlot und Backlot. Neben einigen Original-Filmsets können die Besucher auch Schauspieler beim Dreh beobachten. Die Tram Tour wird regelmäßig erweitert und verändert, um aktuelle Universal-Filme zu zeigen. 2010 wurde sie mit King Kong 360-3D erweitert, einer rundum 3D-Filmprojektion, bei der der gesamte Zug auf einer beweglichen Bühne für Bewegungsimulation steht. Der Zug scheint dabei durch einen Dschungel zu fahren und begegnet dort Dinosauriern und King Kong aus der Verfilmung von Peter Jackson. Bis 2011 begleitete Whoopi Goldberg per Video die Gäste durch das Studio, ehe die Sequenzen durch neues Material mit Jimmy Fallon ersetzt wurden. Im Jahr 2016 wurde der Studio Tour um das 3D-Action-Spektakel Fast & Furios – Supercharged erweitert.

### Filmsets
Während der Tour fahren die Wagen durch einige Filmsets. Unter anderen sind dies:
- Psycho
- Jurassic Park
- Zurück in die Zukunft
- Krieg der Welten
- Spider-Man
- Die Mumie
- Meine Frau, ihre Schwiegereltern und ich
- Crossing Jordan – Pathologin mit Profil
- CSI
- Desperate Housewives
- King Kong
- The Fast and the Furious

Dazu stehen mit dem Backlot Fassaden auf dem Programm, die in vielen Filmen und Serien Verwendung gefunden haben.

### Actionsets
Daneben wird die Tour durch einige Actionsets unterbrochen, die den Besuchern Angst einjagen sollen. So treffen die Tram Wagen auf den Weißen Hai oder es wird ein Erdbeben der Stärke 8,3 simuliert. Neu in der Saison 2006 war das The Fast and the Furious Extreme Close-Up, welches 2013 wieder geschlossen wurde.